# 香港1967年英女皇壽辰授勳名單
香港1967年英女皇壽辰授勳名單1967年6月10日於《倫敦憲報》刊登，共有34人授勳及嘉獎。授勳典禮於12月13日在督憲府舉行。

## 授勳名單

### 英帝國勳章

#### 英帝國司令勳章（CBE勳銜）
- 簡悅強議員，OBE，JP

#### 英帝國官佐勳章（OBE勳銜）
- 高旭先生（Alfred George CROOK, Esq.）
- 喬烈先生（Joseph Paul HEWITT, Esq.）
- 司徒惠議員，JP
- 唐炳源議員

#### 英帝國員佐勳章（MBE勳銜）
- 張謝琮賢女士
- 張人龍先生
- 費列查先生（Clifford Daniel St. Quentin FLETCHER, Esq.）
- 孫秉樞先生
- 黃秉乾先生
- 韓默少校
- 袁翔雲先生
- 馬蒙先生
- 黃湛先生
- 梁乃康先生

### 帝國服務勳章（ISO勳銜）
- 王栩然先生

### 英帝國獎章（BEM）
- 楊垣先生

### 女皇榮譽獎章（BH）
- 黃秀山先生
- 陳樹渠先生
- 吳多泰先生

### 女皇警察獎章（QPM）
- 薛畿輔先生，MBE，CPM（Charles Payne SUTCLIFFE）
- 方奕輝先生，CPM

### 殖民地警察獎章（CPM）
- 嘉爾先生（Thomas William CARR）
- 陳昌詮先生
- 鄭秋警目
- 鄧陵先生（George Reginald DUNNING）
- 馮柏榮先生
- 許坤洪先生
- 林全先生
- 吳漢坤先生
- 胡令澤先生（Michael Alltimes RINGER）
- 譚華消防隊員
- 曾榮先生
- 魏賽先生（John Cleveland WISER）